# Аоки, Маюми
Маюми Аоки (яп. 青木まゆみ, 1 мая 1953) — японская пловчиха, олимпийская чемпионка.
Родилась в 1953 году в городе Ямага японский префектуры Кумамото.
В 1972 году на Олимпийских играх в Мюнхене стала обладателем золотой медали на дистанции 100 м баттерфляем. В 1973 году на этой же дистанции стала обладательницей бронзовой медали чемпионата мира.
В 1989 году включена в Международный зал славы плавания.